# Jon Schofield
Jon Schofield, född 10 maj 1985 i Petersfield, Hampshire, Storbritannien, är en brittisk kanotist.
Han tog OS-brons i K2 200 meter i samband med de olympiska kanottävlingarna 2012 i London.
Vid de olympiska kanottävlingarna 2016 i Rio de Janeiro tog Schofield en silvermedalj i K-2 200 meter tillsammans med Liam Heath.